# 萬璇
萬璇（1455年—？），字廷器，湖廣常德府武陵縣人，軍籍，明朝政治人物。

## 生平
湖廣鄉試第四十七名舉人。弘治三年（1490年）中式庚戌科會試第三百名，三甲第一百五十六名進士。

## 家族
曾祖萬輔弼，行人；祖父萬鑑；父萬殊，教諭。母章氏。永感下。